# Bogside
Bogside (Taobh an Phortaigh in gaelico irlandese) è un villaggio dell'Irlanda del Nord, situato nella contea di Londonderry.

## Monumenti e luoghi di interesse
Nel luogo sono presenti i murales che commemorano gli eventi del conflitto nordirlandese e che sono diventati un'importante attrazione turistica. Tra i più noti, vi è il murales con scritto "You Are Now Entering Free Derry" che commemora la protesta messa in atto dalla popolazione locale, dal 1969 al 1972, per impedire all'esercito britannico di entrare a Bogside.